# Arenaria sipylea
Arenaria sipylea är en nejlikväxtart som beskrevs av Pierre Edmond Boissier. Arenaria sipylea ingår i släktet narvar, och familjen nejlikväxter. Inga underarter finns listade i Catalogue of Life.